# ロドバクター目
ロドバクター目（ーもく、Rhodobacterales）は真正細菌Pseudomonadota門アルファプロテオバクテリア綱の目の一つである。
ロドバクター目細菌によって産生される遺伝子移動剤（Gene Transfer Agent：GTA）、例えばRhodobacter capsulatus（ロドバクター・カプスラツス）により産生されるRcGTA、はウイルスのように細胞間でDNAを転移させる化学物質であり、同目の進化において重要な役割を演じたと考えられている。

## 名称
学名は、ギリシャ語でバラを意味する"rhodon"と、桿菌を意味する"bakterion"を組み合わせた造語であり、カロテノイド色素の生成によりピンク又は赤を呈する培養物に由来する。